# 꽃무지아과
꽃무지아과는 풍뎅이과에 속하는 곤충의 한 분류이다. 번데기 과정을 거치므로 완전탈바꿈을 하는 곤충이다.  날 때에는 풍뎅이들과 달리 앞날개를 살짝 들어올린 뒤 뒷날개만 완전히 펴서 난다. 애벌레는 토양 속의 부엽토를 먹고 살며 누워서 기어다니는 습성이 있다. 어른벌레는 종류에 따라 꽃이나 과일의 즙, 수액을 먹는다. 곤충학자 중에는 꽃무지라는 이름의 유래를 꽃에 모이는 풍뎅이라는 뜻으로 해석하기도 한다. 식용 곤충 및 약용 곤충으로 이용 가능하다.

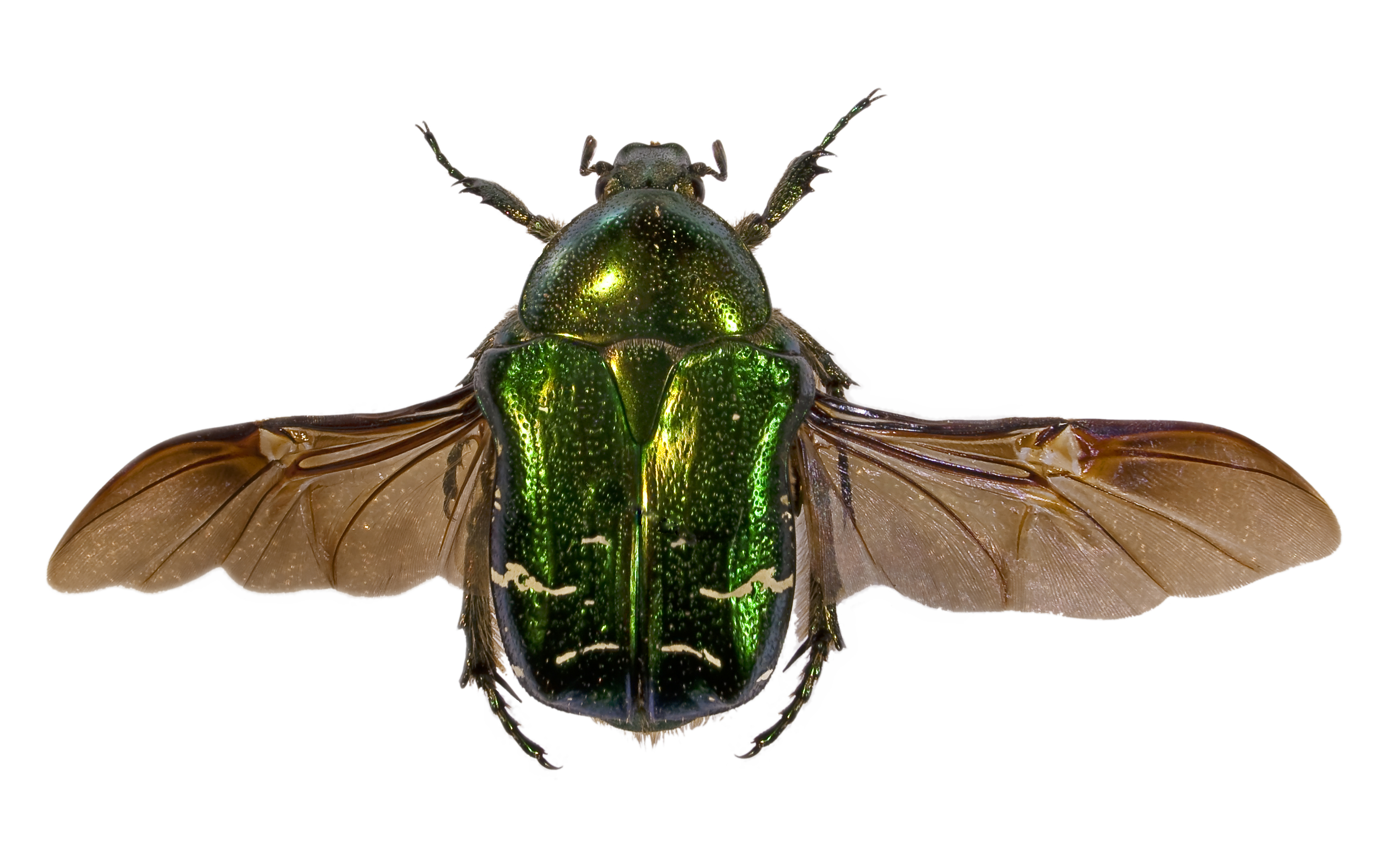
꽃무지는 풍뎅이와 달리 딱지날개를 접고 난다.

## 대한민국의 꽃무지
- 호랑꽃무지
- 큰자색호랑꽃무지
- 긴다리호랑꽃무지
- 풀색꽃무지
- 검정꽃무지
- 흰점박이꽃무지
- 점박이꽃무지
- 아무르점박이꽃무지
- 매끈한점박이꽃무지
- 만주점박이꽃무지
- 넓적꽃무지
- 큰넓적꽃무지
- 참넓적꽃무지
- 알락풍뎅이
- 사슴풍뎅이
- 풍이
- 검정풍이
- 홀쭉꽃무지
- 참꽃무지